# Луреј (Мисури)
Луреј (енгл. Luray) град је у америчкој савезној држави Мисури.

## Демографија
По попису из 2010. године број становника је 99, што је 3 (-2,9%) становника мање него 2000. године.
| Група             | 2000.       | 2010.      |
| Белци             | 101 (99,0%) | 98 (99,0%) |
| Афроамериканци    | 1 (1,0%)    | 1 (1,0%)   |
| Азијати           | 0 (0,0%)    | 0 (0,0%)   |
| Хиспаноамериканци | 0 (0,0%)    | 0 (0,0%)   |
| Укупно            | 102         | 99         |